# 학발첩 및 전가보첩
학발첩 및 전가보첩(鶴髮帖 및 傳家寶帖)은 대한민국 경상북도 영양군 석보면 원리리에 있는, 정부인 장계향과 관련된 전적이다. 2018년 2월 22일 경상북도의 문화재자료 제658호로 지정되었다.

## 지정 사유
문화재로 지정 신청된 자료는 정부인(貞夫人) 장계향(張桂香, 1598∼1680)과 관련된 학발첩(鶴髮帖) 및 가전보첩(傳家寶帖) 전적 2책(冊)이다. 학발첩(鶴髮帖)은 정부인이 10여 세 전후에 지었고 이를 후손이 장첩(粧帖)한 것이다. 학발시(鶴髮詩) 3장(章)으로 6폭이 3행에 4∼5자씩 배자되어 있다.
가전보첩(傳家寶帖)은 정부인 관련 자료를 모아 편집한 8면의 자료이며, 특히 4∼5면에는 정부인이 지은 성인음(聖人吟)과 소소음(蕭蕭吟)이 있는데 부군인 석계가 필서하고 이것을 며느리가 자수로 수놓은 것이다.
학발첩(鶴髮帖)과 가전보첩(傳家寶帖)은 훌륭한 인품과 덕행으로 모범적인 삶을 살았던 정부인과 관련된 자료로서 의미가 있으므로 문화재자료로 지정한다.

## 정부인 안동 장씨
정부인 안동 장씨는 조선조 선조 31년(1598)에 태어나 현종 2년(1680)에 세상을 떠났다. 안동 사람 장흥효의 딸로서 이시명의 부인이 되었고, 존재 이위일과 갈암 이현일을 아들로 두었다. 명문가의 딸로 태어나서 역시 명문가에 시집을 갔으며, 그의 자손들도 모두 높은 벼슬을 지냈다. 시문과 경사에 능했으나 이런 재능을 접어두고 한 가정의 주부로서 부덕을 닦으며 자녀 교육에 힘을 쏟아 당대인들의 칭송을 받았다. 그녀가 남긴 작품은 후손들이 정부인안동장씨실기로 편찬하여 시7수와 문1편을 수록하고 그녀에 관한 다른 자료들도 함께 수록하였다.

## 참고 문헌
- 학발첩 및 전가보첩 - 국가유산청 국가유산포털